# Гільдур Крог
Гільдур Крог (норв. Hildur Krog; 22 березня 1922, Модум, Бускерюд, Норвегія — 25 серпня 2014, Осло, Норвегія) — норвезька вчена-ботанік. 

## Біографія
Гільдур Крог народилася 22 березня 1922 року у Модум. У 1968 році вона захистила дисертацію за тематикою лишайники Аляски та отримала ступінь доктора філософії. У 1971 році зайняла посаду куратора Ботанічного музею Осло, а з 1987 до 1992 року працювала професором Університету Осло.
У 1992 році Гільдур Крог нагородили медаллю «Acharius» Міжнародного товариства ліхенологів.
Вона була членом Норвезької академії наук.
Гільдур Крог померла 25 серпня 2014 року в Осло.

## Наукові публікації
- 2000 — Corticolous macrolichens of low montane rainforests and moist woodlands of eastern Tanzania. — ISBN 82-7420-041-1.
- 1994 — Lavflora – Norske busk- og bladlav. — ISBN 82-00-41445-0.
- 1988 — Macrolichens of East Africa. — ISBN 0-565-01039-5.
- 1973 — Macrolichens: of Denmark, Finland, Norway and Sweden. — ISBN 82-00-02262-5.